# Emoia aurulenta
Emoia aurulenta är en ödleart som beskrevs av  Brown och PARKER 1985. Emoia aurulenta ingår i släktet Emoia och familjen skinkar. Inga underarter finns listade i Catalogue of Life.